# Evarist Móra
Evarist Móra i Rosselló. Barcelona, 1904 - ib., 1987. Fue un pintor, dibujante y decorador español.
Formado en la escuela Llotja de Barcelona, terminados sus estudios viajó a París con el ceramista Llorens i Artigas. Participó y obtuvo premios en la Trienal de Milán y en la Bienal de Venecia.
Se dedicó a las ilustraciones de libros como El Bressol de Jacinto Verdaguer, editado en el año 1951 y también en revistas como En Patufet.
Como decorador realizó las del Salón Rosa y de El Dique Flotante de Barcelona. Y entre sus murales hechos de marquetería cabe destacar el realizado para la sala de La Expansión Ciudadana en el año 1958, de la Casa de la Ciudad de Barcelona.